# Hermandad de Jesús del Gran Poder
La Hermandad del Gran Poder es una cofradía católica de Sevilla, Andalucía, España. Fue fundada en el siglo XV. Realiza su estación de penitencia en la madrugada del Viernes Santo.
El nombre completo de la hermandad es Pontificia y Real Hermandad y Cofradía de Nazarenos de Nuestro Padre Jesús del Gran Poder y María Santísima del Mayor Dolor y Traspaso.

## Historia

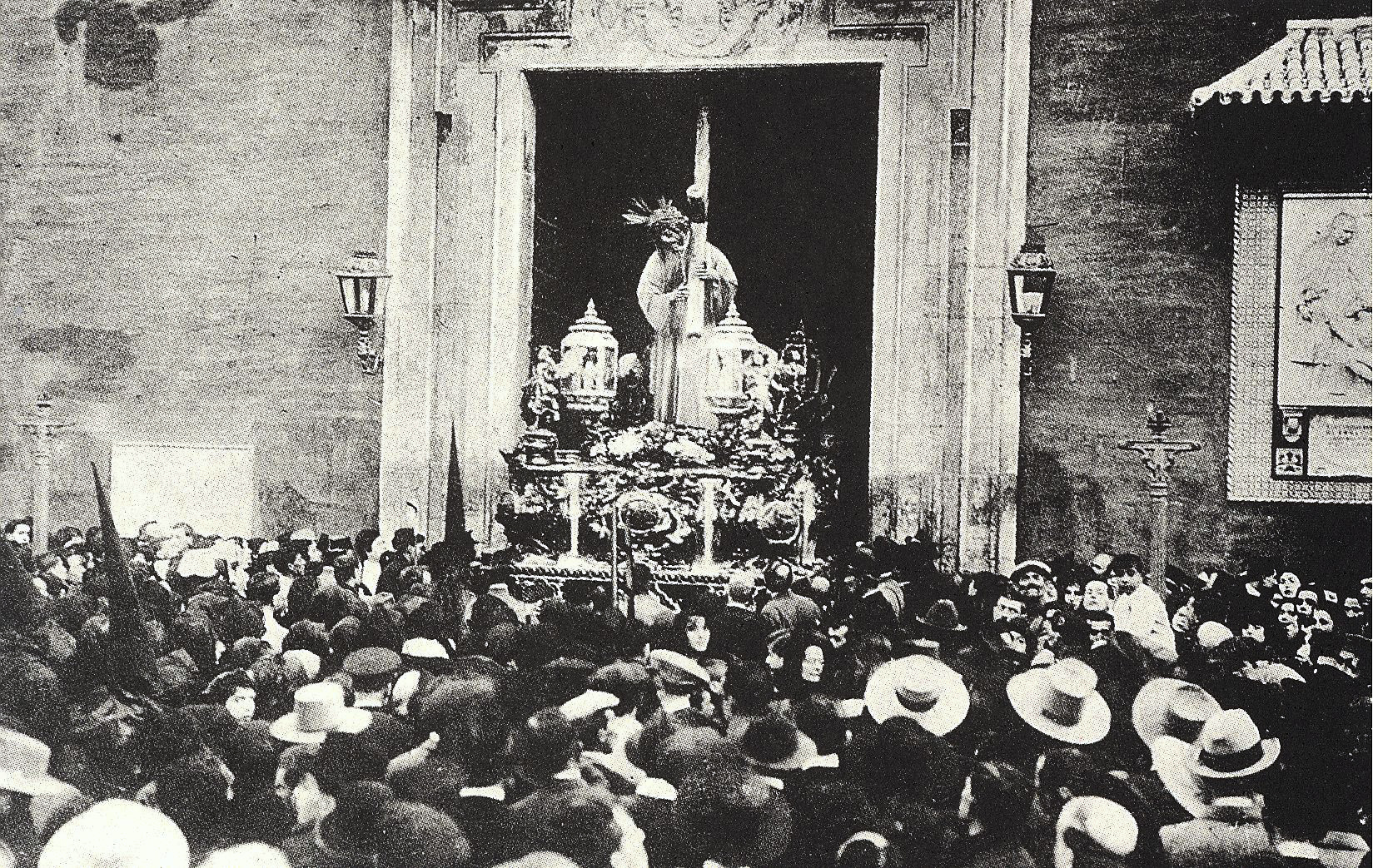
Procesión del Gran Poder, a las puertas de la iglesia de San Lorenzo. Semana Santa del año 1914.

De acuerdo con algunos autores, su origen está en el año 1431, cuando fue fundada por el duque de Medina Sidonia en el monasterio de Santa María y Santo Domingo de Silos, de la Orden de San Benito. No obstante, esta fundación habría que atribuírsela al conde de Niebla, que asumiría el ducado de Medina Sidonia tras su creación en 1445 por Juan II. Otros autores opinan que su fundación fue en 1477, que es cuando se aprueban sus primeras reglas. Estas reglas figuran aprobadas por el obispo de Cádiz, Pedro Fernández Solís. El nombre original de la hermandad era Cofradía del Poder y Traspaso de Nuestra Señora y Honra de San Juan Bautista.
Con el gobierno de la diócesis sevillana de Gutiérrez Álvarez de Toledo (1439-1492) la hermandad se trasladó del monasterio de Santo Domingo de Silos a la capilla del monasterio de Santiago de la Espada. En dicha capilla estaba también la tumba del fundador del monasterio, el obispo de Badajoz, Lorenzo Suárez Figueroa, enterrado allí en 1461.
En 1544 el arzobispo de Sevilla, fray Gaspar de Loaysa, le concede una capilla propia a la hermandad en el convento de Nuestra Señora del Valle, de los frailes franciscanos. La iglesia de este convento es hoy el santuario de Nuestro Padre Jesús de la Salud. Por obras de mejora en el convento franciscano, debieron volver a Santiago de la Espada entre 1575 y 1583.
Ya en el siglo XVI está documentado que los titulares de la hermandad eran un Nazareno con la cruz a cuestas, un crucificado y una Virgen acompañada del apóstol san Juan. No obstante, el Nazareno actual de la hermandad es obra de Juan de Mesa de 1620 y procesionó por primera vez en 1621, saliendo del convento del Valle.
Las siguientes reglas datan de 1570. Se mantuvieron en vigor hasta la aprobación de otras nuevas en 1781.
Entre 1697 y 1703 la hermandad tuvo su sede en el convento de San Acacio, de la orden agustina. En 1703, y gracias a la cesión de una capilla propiedad de la familia Perogullano, se estableció definitivamente en la iglesia parroquial de San Lorenzo. Esa capilla, de estilo mudéjar, fue reformada en los siglos XVIII y XIX. En 1965 se construyó su nueva sede, que se ubica en la misma plaza, aledaña a la iglesia de San Lorenzo. En 1992 Juan Pablo II le otorgó a este templo el rango de basílica menor. La capilla usada por esta hermandad pasó a ser usada por la Hermandad del Dulce Nombre. Junto a la basílica se encuentra la casa hermandad, también de los años 60. Detrás de la parroquia, en la calle Hernán Cortés, hay un inmueble de 1926 donde la hermandad guarda algunos objetos de valor, como el paso de misterio.
El beato Diego José de Cádiz fue hermano y el beato Marcelo Spínola fue hermano mayor honorario. También figuraron en la nómina de hermanos los duques de Montpensier. En 1995 el Ayuntamiento le otorgó al Jesús del Gran Poder la Medalla de Oro de la Ciudad de Sevilla.
A lo largo de la historia ha tenido algunos litigios, concernientes a la precedencia de paso por la carrera oficial, con las hermandades de la Carretería y de la Macarena.
Desde el año 2010 las mujeres hermanas pueden realizar estación de penitencia a la catedral en carrera oficial.
En junio de 2010 en la basílica del Gran Poder, durante un besapiés que tenía lugar al finalizar la misa de las 8 y media de la tarde, un hombre perturbado le pegó al Cristo varias patadas en el pecho y le arrancó un brazo, tras lo cual fue arrestado y condenado a 9 meses de prisión. El Cristo fue posteriormente restaurado por Álvarez Duarte.
El Gran Poder ha sido conocido como el “Señor de Sevilla” por la gran devoción que se le profesa.
Respecto a su advocación de Jesús del Gran Poder esta quedó fijada a partir de 1709 por obligarse mediante sentencia judicial a cambiar la original de Jesús Nazareno. La Hermandad del Silencio demandó a la Hermandad del Traspaso solicitando prohibir la doble advocación en las tallas cristíferas de ambas corporaciones. Así, gracias a este pleito quedó oficializada la advocación de Jesús del Gran Poder.
Fue una de las hermandades convocadas al Vía Crucis de la Fe de Sevilla, que se celebró el 17 de febrero de 2013. Sin embargo, el paso no salió a causa de la lluvia.
En 2015 el crítico de cine Carlos Colón y el realizador Carlos Varela estrenaron una película para conmemorar los 50 años de la edificación de la basílica.
El 5 de noviembre de 2016, la imagen de Jesús del Gran Poder presidió en la Catedral de Sevilla la Solemne Eucaristía por el Jubileo de la Misericordia. La imagen se trasladó el jueves día 3 de noviembre, regresando a su templo el domingo día 6, entre multitudes. Destacó, a su regreso a su templo, el paso por el Convento de las Hermanas de la Cruz, donde las monjas le cantaron al Señor.
En el año 2020 se celebró el IV centenario de la hechura del Señor, con la concesión por la Santa Sede de un Año Jubilar y multitud de actos y cultos que, debido a la pandemia de COVID-19 se aplazaron hasta 2021. El día 1 de octubre de 2020, para celebrar el 400 aniversario de la entrega del Nazareno por Juan de Mesa a la hermandad, el Señor salió en andas a la Plaza de San Lorenzo para presidir una Eucaristía de Acción de gracias, a la cual solamente asistieron 350 personas manteniendo las distancias de seguridad y acatándose a la normativa sanitaria. Estrenó una nueva túnica, popularmente conocida "de los devotos". Hubo una exposición en la Fundación Cajasol dedicada al Gran Poder. También se celebró una Santa Misión con el traslado de la imagen a las parroquias de Tres Barrios y Amate, que finalmente tuvo lugar entre el 16 de octubre y el 5 de noviembre de 2021.

## Jesús del Gran Poder

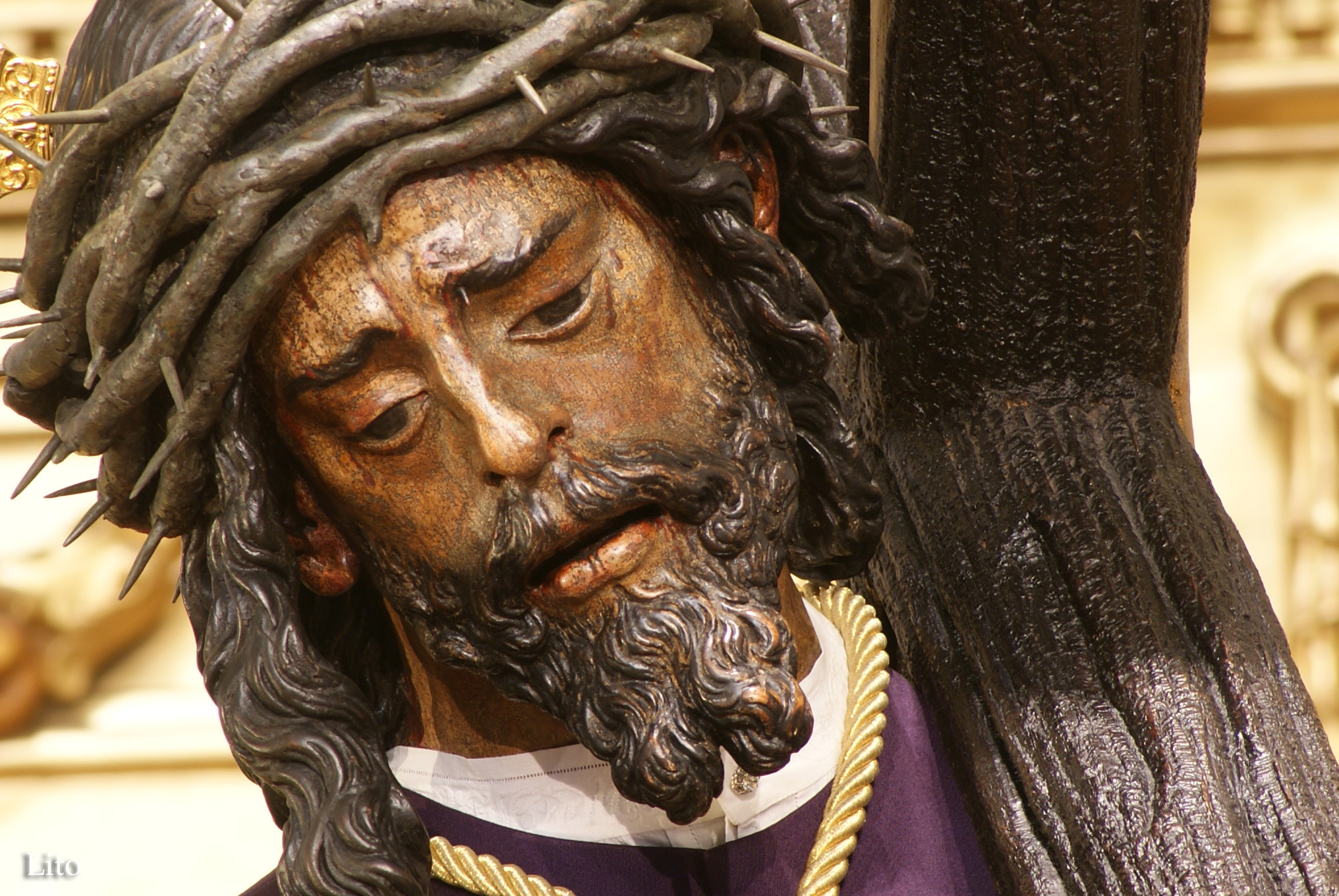
Rostro del Señor del Gran Poder, obra de Juan de Mesa.

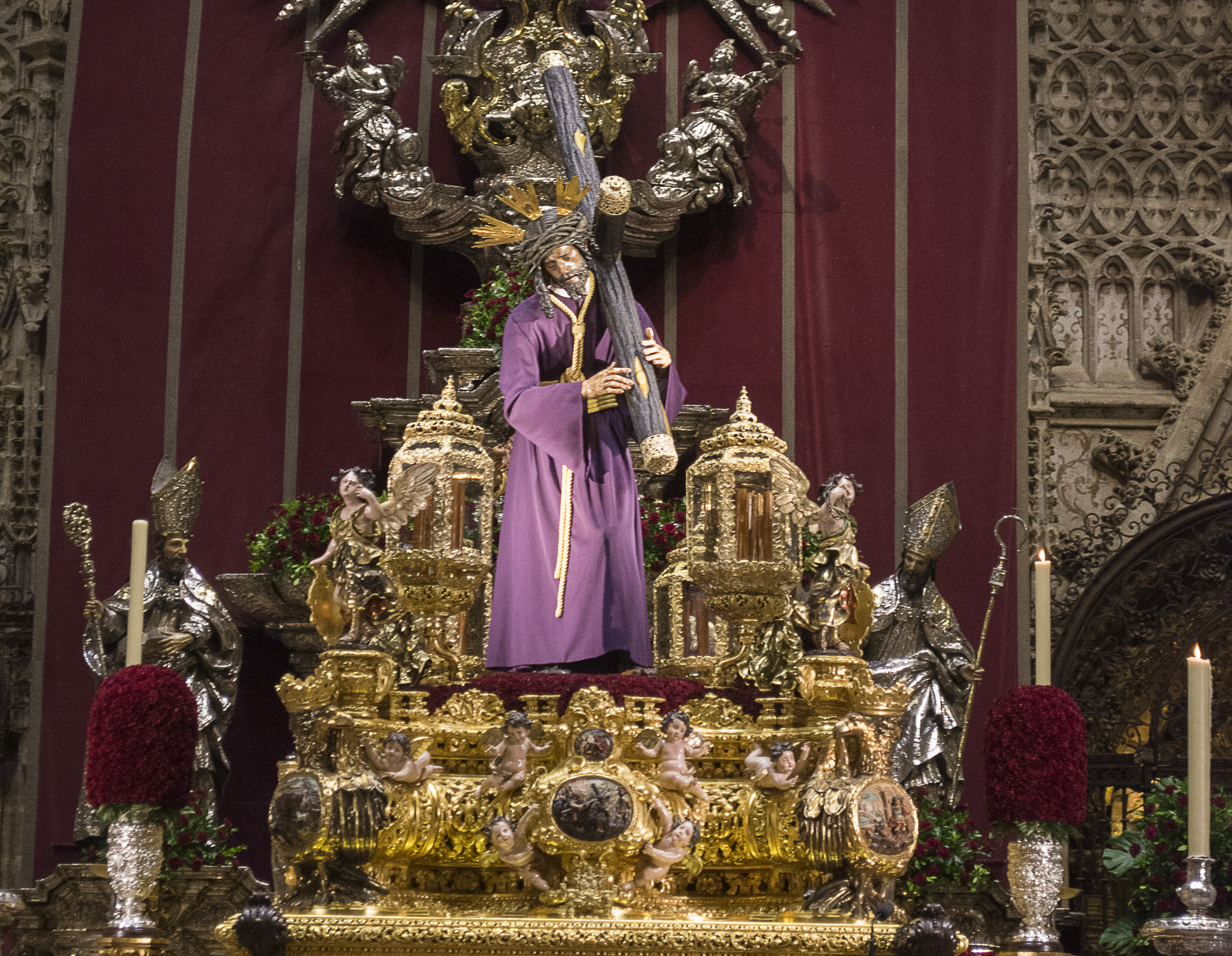
Jesús del Gran Poder en la catedral, en su salida extraordinaria de 2016.

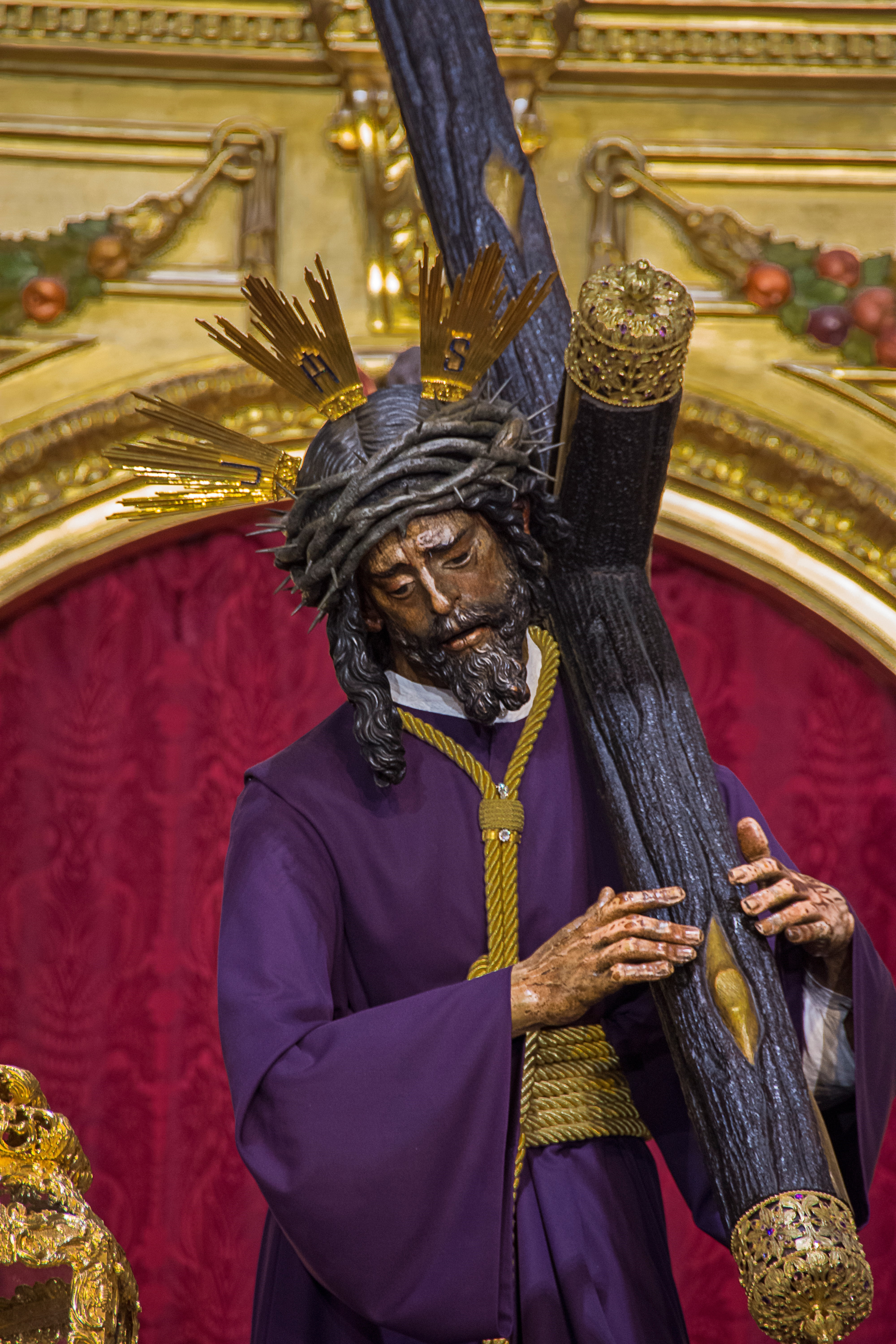
Jesús del Gran Poder en 2019.

Conocido también como el “Señor de Sevilla” se trata de una colosal talla de gran calado devocional dentro y fuera de la ciudad hispalense, la cual es obra del imaginero cordobés Juan de Mesa, discípulo de Juan Martínez Montañés, a quien se le atribuía erróneamente durante siglos, al no tener autoría documentada. En 1920 Adolfo Rodríguez Jurado atribuyó a Juan de Mesa tres obras sevillanas: el Gran Poder, el Cristo de Monserrat y el Cristo de la Misericordia de la iglesia de Santa Isabel. No obstante, Rodríguez Jurado no aportó pruebas. Fue en 1930 cuando el investigador Heliodoro Sancho Corbacho encontró el contrato con su verdadero autor en el Archivo de Protocolos Notariales. Mesa había realizado el Jesús del Gran Poder y el San Juan para la hermandad en 1620. En 1620 Juan de Mesa vivía y tenía su taller en la antigua calle Costanilla de San Martín.
La escultura de Jesús mide 1,81 metros de altura y está realizada en madera de cedro. La peana y la cruz se hicieron en pino de Segura. Los casquetes de la cruz que porta el Señor son de oro de ley con amatistas. Es un buen ejemplo del barroco realista. El concepto dramático pertenece a la primera fase del barroco y se manifiesta en lo tosco de la corona de espinas y en la intensidad del rostro.
La imagen fue restaurada por Blas Molner en 1776. El imaginero Ordóñez le retocó algunas grietas en los pies en 1910. Francisco Peláez del Espino restauró la imagen en 1977, cortando en trozos la talla y añadiendo hierros a su interior. Por último, los hermanos Raimundo y Joaquín Cruz Solís la restauraron en 1983 ante la nefasta restauración anterior.
El paso del Señor se contrató con el imaginero Francisco Antonio Gijón en 1688 y fue entregado en 1692. Aunque las tallas y los dibujos eran de Gijón, puede que la arquitectura del paso fuera obra de Bernardo Simón de Pineda. En las cuatro esquinas cuenta con águilas bicéfalas, que hacen referencia a una interpretación de san Jerónimo del ascenso de la oración y el descenso de la Divina Gracia. Bajo las 4 águilas hay 4 cartelas que recopilan escenas bíblicas: la destrucción del templo por Sansón, la entrada de los animales en el arca de Noé, Moisés tocando con la vara la peña y el retorno del hijo pródigo. Las cartelas de los laterales muestran a Jesús en diversos momentos de la Pasión. Es curioso que Serrano Ortega, en 1895, no menciona tres cartelas que existen de la Pasión y sí tres que faltan de David contra Goliat, Sansón cargando con las puertas de Gaza e Isaac con la leña del sacrificio. También figuran en las andas cuatro relieves pequeños que representan a San Mateo, San Juan, San Jerónimo y San Agustín. Los seis ángeles de virtudes que coronan el canasto fueron restaurados por Blas Molner en 1776. También hizo una leve intervención en la talla Bernardo Simón de Pineda. El canasto va iluminado con ocho guardabrisas de gran tamaño en las cuatro esquinas e, iluminando a Jesús, hay cuatro faroles realizados por el orfebre cordobés Rafael León en 1908. En 1853 el paso fue restaurado por completo y en 1895 se practicó una pequeña limpieza. Las andas están coronadas por un moldurón perfilando los faldones, realizado en 1969 por Guzmán Bejarano. Es el paso más antiguo de la ciudad. Fue restaurado en 1853 por Gabriel de Astorga. En 2012 fue restaurado por el Instituto Andaluz del Patrimonio Histórico de la Junta de Andalucía.
La hermandad dispone de diferentes túnicas de gran valor artístico, entre ellas la túnica de los cardos, realizada por las Hermanas Antúnez en 1881 y la túnica persa estrenada en 1908, según diseño de Juan Manuel Rodríguez Ojeda.

## Virgen del Mayor Dolor y Traspaso

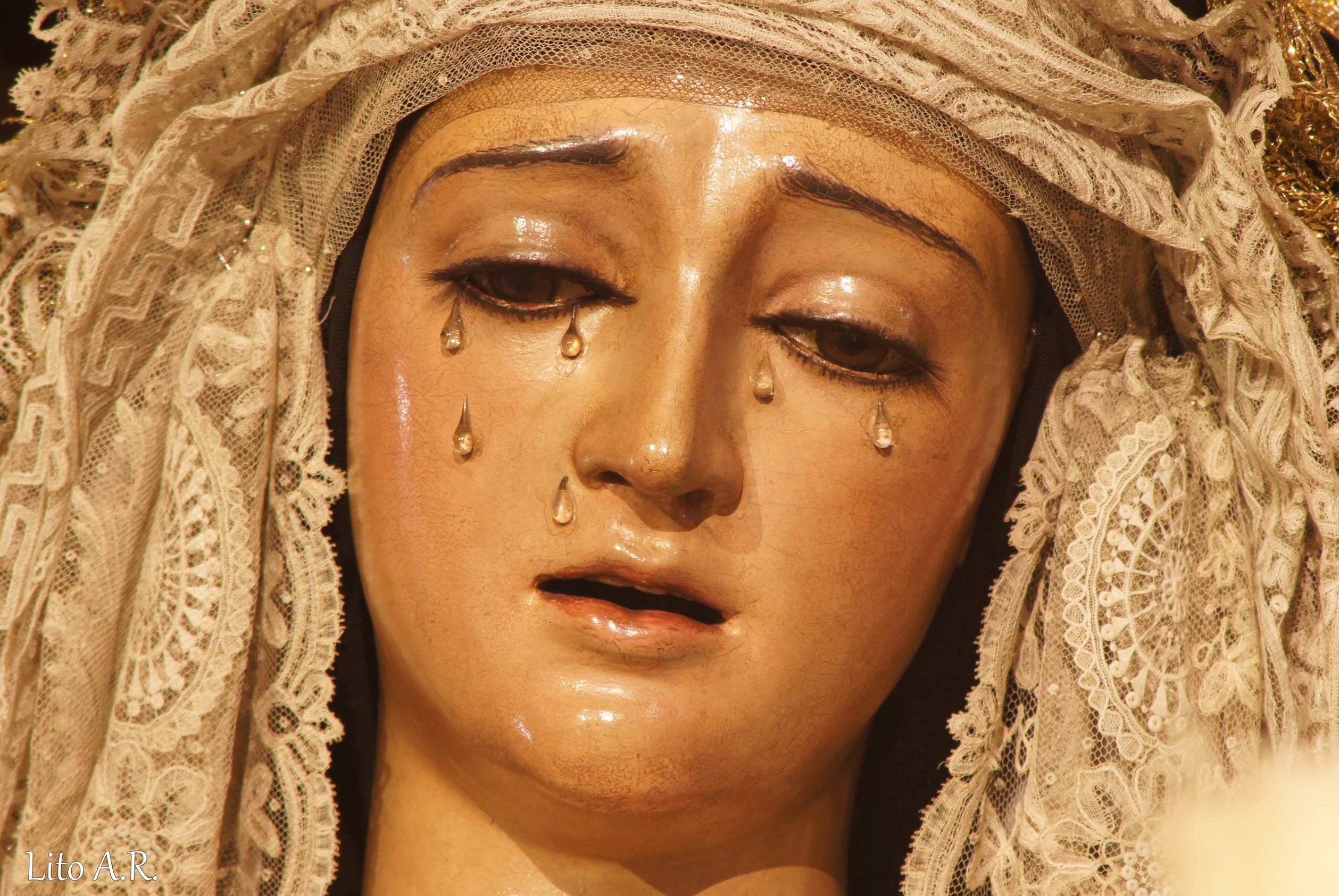
Virgen del Mayor Dolor y Traspaso.

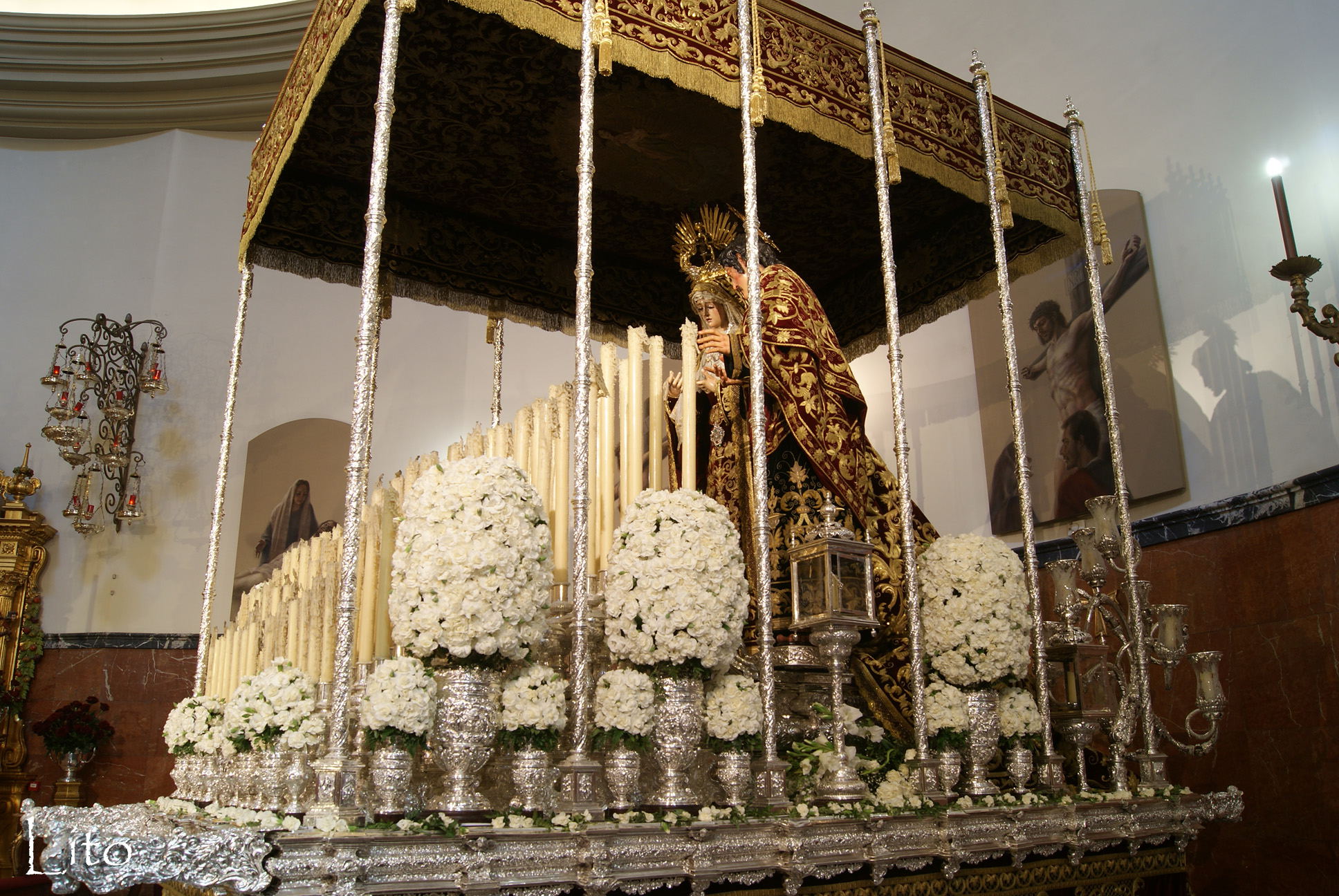
Palio de la Virgen del Mayor Dolor y Traspaso.

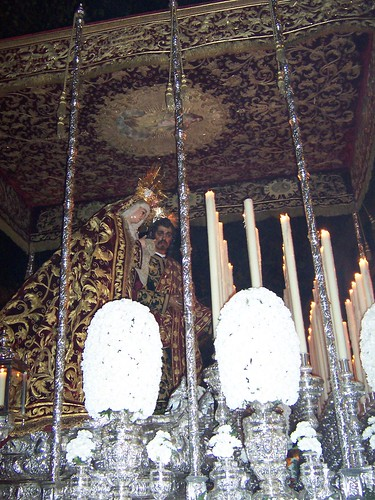
Virgen del Mayor Dolor y Traspaso en 2005.

El segundo paso representa la Virgen del Mayor Dolor y Traspaso acompañada por San Juan Evangelista, bajo palio. No es la primitiva titular de la hermandad ya que a finales del siglo XVIII se encargó la cabeza actual. La imagen de la Virgen es de origen anónimo del siglo XVIII. Está realizada en madera de cedro y pino y mide 1,74 metros.
La Virgen fue el derestaurada en 1954 por Antonio Illanes. La intervención remodeló un poco los ojos y el cuello. Fue restaurada en 1978 por Peláez del Espino, que la dejó con un tono excesivamente oscuro, por lo que debió de ser restaurada de nuevo por Luis Ortega Bru en 1979.
San Juan fue tallado en 1620 por Juan de Mesa.
El paso palio es una obra de orfebrería y bordados y se estrenó en 1903. El palio fue realizado por Juan Manuel Rodríguez Ojeda, inspirado en un frontal ejecutado sobre terciopelo granate y es de los llamados "de cajón", como el primitivo de la Virgen de los Reyes. Es de estilo neobarroco y en el techo del palio hay una Virgen de Gloria, bajo la advocación de la Asunción, realizada en la técnica del milanés. Fue restaurado en 1990 por los talleres de Fernández y Enríquez, en Brenes. En 1935 estrenó los candelabros de cola de plata, y los faroles de entrevarales inspirados en unos existentes en la Hermandad Sacramental de la Magdalena, y fueron realizados por el orfebre Jorge Ferrer Caro. Ferrer realizó en 1938 el juego de jarras de plata de ley inspiradas en el vástago central de los "Gigantes" de la catedral de Sevilla y en 1940 realizó, cincelados con adornos de margaritas sobre una forma salomónica.

## Túnicas
En la estación de penitencia, los hermanos visten túnicas de ruan negras de cola, con cinturón ancho de esparto, y sandalias negras

## Cirios
Los nazarenos portan cirios de color tiniebla en el cortejo del Señor del Gran Poder mientras que los hermanos nazarenos que realizan la estación de penitencia con el paso palio portan cera de color blanco. Si el cirio tiene una cantera negra quiere decir que los nazarenos que lo porten pertenecen a tramos nombrados.

## Sede
La hermandad del Gran Poder se trasladó a la Iglesia de San Lorenzo en 1703. En 1704 fue procesionarón por primera vez la hermandad saliendo en la Iglesia de San Lorenzo. En 1965 fue trasladaron a la Basílica del Gran Poder motivo que la Hermandad de la Bofetá ya estaban traslandado a San Lorenzo, procesionando desde esta sede desde 1966.
La hermandad hace Estación de Penitencia en la madrugada del Viernes Santo, saliendo desde su basílica a las 1:00 horas.
|                                       |
| Iglesia de San Lorenzo (1703 - 1965). |

|                                            |
| Basílica del Gran Poder (1965 - presente). |

## Paso por carrera oficial
| Predecesor: El Silencio | Orden de entrada en carrera oficial (La Madrugá) 2.º lugar desde la concordia de 1903 | Sucesor: La Macarena |